# Bítovčice
Bítovčice település Csehországban, a Jihlavai járásban. Bítovčice Kamenice, Brtnice, Luka nad Jihlavou és Vysoké Studnice településekkel határos. Lakosainak száma 410 fő (2024. január 1.).

## Népesség
A település lakosságának változását az alábbi diagram mutatja:
| Lakosok száma | 485  | 459  | 551  | 511  | 430  | 399  | 443  | 426  | 412  | 410  |
|               | 1869 | 1890 | 1921 | 1950 | 1980 | 2001 | 2017 | 2019 | 2022 | 2024 |